# Brádlerovy boudy
Brádlerovy boudy (d. Bradlerbaude, Fučíkovy boudy) – schronisko turystyczne w czeskich Karkonoszach, położone na wys. 1156 m n.p.m., prowadzone przez Klub Czeskich Turystów. Obiekt znajduje na południowo-wschodnich stokach Wielkiego Szyszaka (1509 m n.p.m.) w Dolinie Niedźwiedziej i jest położony w granicach administracyjnych Szpindlerowego Młyna.

## Historia

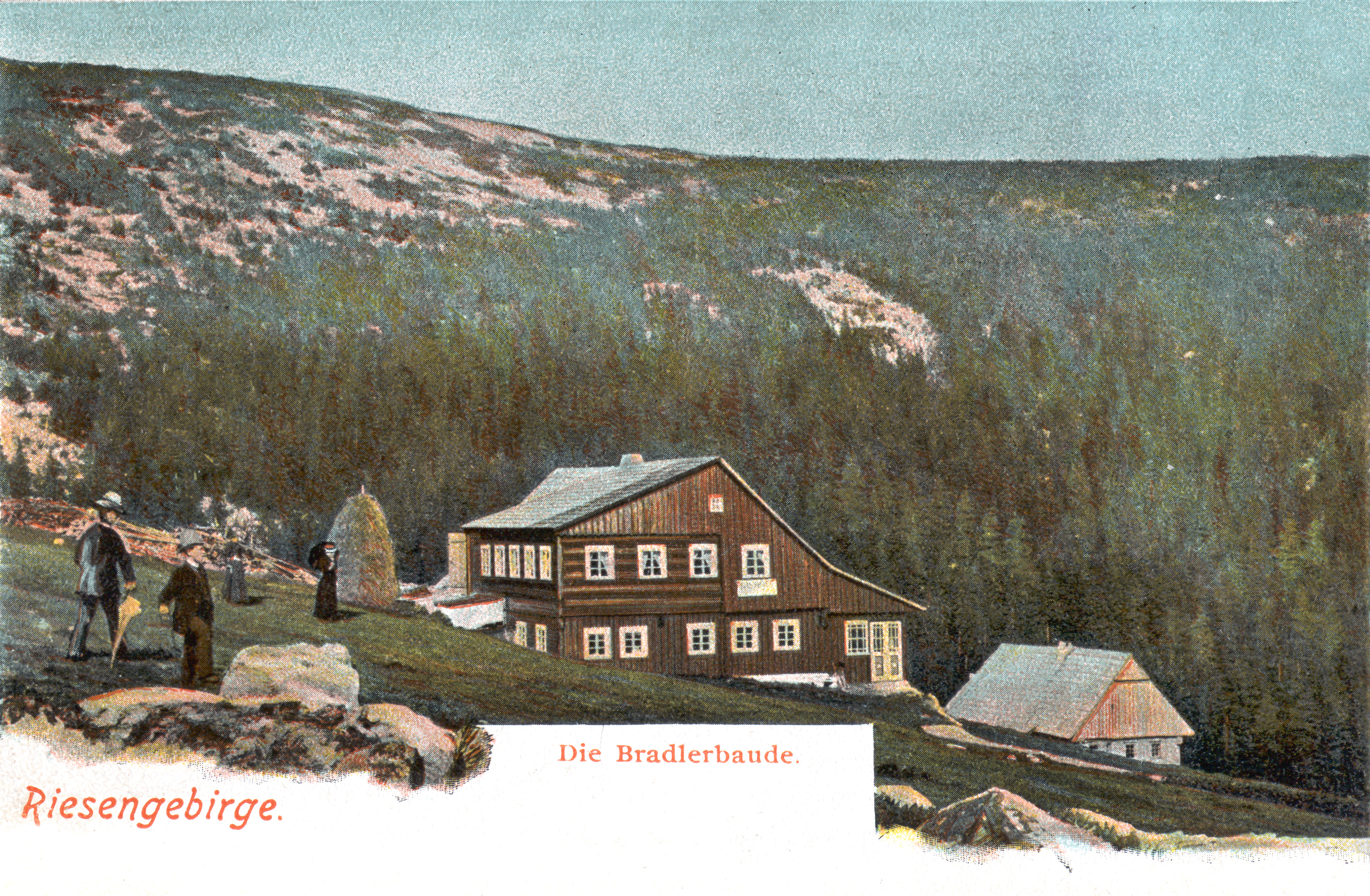
Brádlerovy boudy na pocztówce z początku XX wieku

Już w 1890 roku w miejscu aktualnego schroniska powstała Gospoda na Wielkim Szyszaku (Gasthaus zur Grossen Sturmgaube), prowadzona przez Vinzenza Hollmana. Obiekt ten uległ w 1921 roku pożarowi, został jednak w tym samym roku odbudowany. W 1925 roku gospoda została przemianowana na Brádlerovy boudy. Hollmanowie - jako Niemcy sympatyzujący z hitleryzmem - gospodarowali schroniskiem aż do końca II wojny światowej (w dniu 24 września 1938 roku na budynku wywieszono flagę III Rzeszy). Po usunięciu dotychczasowych gospodarzy obiekt przejął Czechosłowacki Związek Wychowania Fizycznego (Československý svaz tělesné výchovy, ČSTV). W latach 60. XX wieku schronisko przemianowano na Fučíkovy boudy na cześć Juliusa Fučíka - komunistycznego dziennikarza, straconego przez nazistów. Do poprzedniej nazwy powróciło ono w 1989 roku.
W skład kompleksu budynków schroniska - oprócz gmachu głównego - wchodzi jeszcze obiekt Laura (dawniej: Lauerova bouda), którego nazwa pochodzi od dawnego właściciela, Franza Lauera. Ponadto, do 1882 roku powyżej obecnych budynków istniała jeszcze Mléčná bouda (Molkenbaude), należąca do Franza Bradlera, zajmującego się produkcją mleka. Do dziś pozostały tylko pozostałości kamiennych fundamentów.

## Warunki
Obiekt dysponuje 66 miejscami noclegowymi. Węzły sanitarne znajdują się korytarzach. W schronisku znajduje się restauracja.

## Szlaki turystyczne
- Czarna Przełęcz - Martinova bouda - Brádlerovy boudy - Petrova bouda
- Brádlerovy boudy - Medvědí bouda
- Labská bouda - Martinova bouda - węzeł szlaków ( ) przy Brádlerovy boudy - Medvědí bouda - U Dívcí lávky (węzeł z   do Szpindlerowego Młyna)